# Cannibal (film, 2010)
Pour les articles homonymes, voir Cannibal.
Pour plus de détails, voir Fiche technique et Distribution.
Cannibal est un long métrage du réalisateur belge Benjamin Viré, sorti en 2010.

## Synopsis
Max, agoraphobe, vit en reclus dans les bois. Alors qu'il jouait au golf, il tombe sur une jeune femme inconsciente et couverte de sang qu'il ramène chez lui. Elle s'enfuit un soir et il la suit. Il découvre alors qu'elle séduit des hommes, puis les mange, après avoir fait l'amour avec eux. Il couvre ses méfaits tant bien que mal et une relation entre peur et tendresse s'installe entre eux, jusqu'à ce qu'elle se fasse enlever. Il décide de la retrouver, quelles que soient les épreuves…

## Fiche technique
- Titre : Cannibal
- Réalisation : Benjamin Viré
- Scénario : Benjamin Viré
- Musique : Philippe Malempré et David Minjauw
- Photographie : Raphaël Kolacz
- Montage : Benjamin Viré
- Production : Eloi Gérard
- Société de production : Plot Point Productions
- Pays :  Belgique
- Genre : Horreur, romance, thriller
- Durée : 104 minutes
- Format : numérique HD couleur
- Ratio : 2.35:1
- Ventes internationales : Shoreline Entertainment (USA)

## Distribution
- Nicolas Gob : Max
- Helena Coppejans : Bianca
- Jean Collard : Alex
- Éric Godon : le Gitan
- Pierre Nisse : Cuneyt
- Philippe Nahon : le père
- Micky Molina : l'homme des bois
- Jonathan Demurger : Jannot

## Distribution et festivals
Cannibal a été sélectionné dans la catégorie Best Film Debut au Raindance Film Festival de Londres et dans la catégorie Émile Cantillon au Festival international du film francophone de Namur en octobre 2010.